# Riu Niukja
|  | No s'ha de confondre amb Niukja. |

El riu Niukja (en rus Нюкжа) és un riu de l'óblast de l'Amur i de Transbaikalia, a Sibèria Oriental, a la Federació Russa. És el segon afluent més gran del riu Olyokma pel que fa a la longitud i l'àrea de la seva conca. El Nyukzha té 583 quilometres (362 mi) de llarg i té una conca hidrogràfica de 32,100 quilometres quadrats. Hi ha diversos llocs habitats a prop de les ribes del riu, com ara Ust-Urkima, Lopcha, Chilchi, Ust-Nyukzha, Larba i Yuktali, majoritàriament amb una població evenk significativa. Una secció de la línia principal Baikal-Amur passa per la vall del riu. El riu és una destinació per practicar ràfting.
Hi ha pintures rupestres de la primera edat del ferro a la riba dreta del Nyukzha i 214 km (133 mi) des de la seva desembocadura, prop de la confluència amb el riu Onen.

## Geografia
Neix als monts Niukjínskoi, a la part oriental dels Iàblonoi. Al seu curs superior flueix successivament cap al sud, després cap a l'oest, cap al nord fins a adoptar finalment una direcció general nord-est. A la meitat, tanmateix, realitza un bucle que el porta direcció nord nord-oest i que manté durant tota la resta del curs. Després de discórrer per zones essencialment muntanyoses durant tot el seu recorregut, desemboca a l'Oliokma a l'alçada de la localitat d'Ust-Niukja.
Es glaça des d'octubre fins a finals d'abril o inicis de maig. El seu afluent principal és el Loptxa, per l'esquerra.
El riu passa per algunes viles petites com El'gakan, Anamjak, Ust-Urkina, Kapitani Zaedok, Larba, Srédniaia Larba, Loptxa, Txiltxi, Diugabul i Iuktali, i finalment a la seva desembocadura Ust-Niukja.